# Aleksandar Josipović
Pour les articles homonymes, voir Josipović.
Aleksandar Josipović (Aleksandar Josipovitch) est un danseur, artiste et éducateur français, d'origine serbe, né à Lazarevac. Son cousin, Anton Josipović, est champion olympique de boxe anglaise. Aleksandar est étroitement lié à Ivo Josipović, ancien président de la Croatie.

## Éducation
- 2000-2002 Faculté des Sciences et des Mathématiques, Université de Belgrade, Yougoslavie
- 2003-2004 Ministère français de la Culture Diplôme d'État de professeur de danse, Dance baccalauréat en pédagogie
- 2006-2007 Études de troisième cycle de thérapie par le mouvement de danse à l'Académie Codarts à Rotterdam, Pays-Bas

- 2007-2008 Le formateur PNL & Consultancy, la PNL (programmation neuro-linguistique), l'Université de Californie, Santa Cruz, CA, États-Unis
- CEREP Hôpital de jour pour adolescents, fieldwork, Paris, France

## Prix et résultats du concours de danse
- 8 fois Champion National de la Danse (latine, Ten Dance... avec sa partenaire de danse Marina Jeremic)
- Finaliste de la Coupe du Monde (Royaume-Uni) et Demi-finaliste de la Coupe du Monde (Hongrie)
- 2001 : Vainqueur du Championnat Open Méditerranée
- 2001 : Formation montrent nationale yougoslave Champions dans Disco
- 2001 : Finaliste du Championnat national en spectacle de danse, de sexe masculin Solos

## Performances
En 2001, il a été invité à se produire pour la princesse Elizabeth de Yougoslavie.
En 2001-2002, il participe aussi à une grande tournée en Chine en tant que danseur soliste dans le spectacle Paris Paradise de la chorégraphe Claudette Walker.
En 2002, il danse pour le Moulin rouge. Avec Moulin Rouge fait son apparition au carnaval de Rio ainsi que des représentations de gala en Amérique du Sud.
Aleksandar Josipovic fait ses débuts au cinéma en 2006 dans Déranger, avec Bogomir Doringer et Avant16.
En 2008-2009, il a travaillé sur le projet lié à l'Holocauste-vie et l'œuvre de Simon Wiesenthal.
En mai 2008, il tient le rôle de maître de cérémonie lors de l'ouverture du 53e Concours Eurovision de la chanson 2008.
En 2010 Performance de la NLP au Congrès d'Helsinki